# Il a suffi d'une nuit
Pour plus de détails, voir Fiche technique et Distribution.
Il a suffi d’une nuit (All in a Night's Work) est un film américain réalisé par Joseph Anthony et sorti en 1961. 

## Synopsis
Katie Robbins, collaboratrice au magazine new-yorkais édité par les éditions Ryder, a été victime d'un enchaînement de fâcheuses circonstances : résidant dans un hôtel de Floride durant ses vacances, elle a été assaillie par un ivrogne alors qu'elle était seulement revêtue d'une serviette de bain. En cherchant refuge dans une chambre, elle y a découvert le cadavre de son patron. En sortant de la chambre pour regagner la sienne, elle a été poursuivie par le détective de l’hôtel qu'elle a réussi à semer (en y laissant sa serviette). C’est le neveu du défunt, Tony Ryder, qui hérite la société d’édition. Le magazine étant à la recherche de capitaux, Tony et les administrateurs craignent que la révélation de l'oncle présumé mort en galante compagnie représente un obstacle pour emprunter auprès des banques. Tony demande au détective de retrouver la fille qu'il a aperçue afin de l'empêcher de parler…

## Fiche technique
- Titre original : All in a Night's Work
- Titre français : Il a suffi d’une nuit
- Réalisation : Joseph Anthony
- Scénario : Edmund Beloin, Maurice Richlin, Sidney Sheldon
- Adaptation : Margit Veszi d’après la pièce de théâtre d’Owen Elford
- Décors : Hal Pereira, Walter H. Tyler
- Costumes : Edith Head
- Photographie : Joseph LaShelle
- Son : Gene Merritt, Charles Grenzbach
- Montage : Howard A. Smith et Warren Low
- Musique : André Previn
- Producteur : Hal B. Wallis
- Société de production : Paramount Pictures (États-Unis)
- Société de distribution : Paramount Pictures (États-Unis, France)
- Pays d’origine :  États-Unis
- Langue originale : anglais
- Format : 35 mm — couleur (Technicolor) — 1.85:1 — son stéréophonique (Westrex Recording System)
- Genre : comédie
- Durée : 94 minutes
- Dates de sortie : 
  -  22 mars 1961
  -  8 novembre 1961
- (fr) Classification et visa CNC : mention « tous publics », visa d'exploitation no 24922 délivré le 19 octobre 1961
- Affiche : Macario Gómez Quibus (Espagne)

## Distribution
- Dean Martin (VF : Michel Gudin) : Tony Ryder
- Shirley MacLaine (VF : Nicole Riche) : Katie Robbins
- Cliff Robertson (VF : Yves Furet) : Warren Kingsley Jr.
- Charles Ruggles : Dr Warren Kingsley, le père de Warren
- Mabel Albertson : Madame Kingsley, la mère de Warren
- Norma Crane (VF : Sylvie Deniau) : Marge Coombs
- Gale Gordon (VF : Jean-Henri Chambois) : Oliver Dunning
- John Hudson (VF : Jacques Thébault) : Harry Lane
- Mary Treen (VF : Paula Dehelly) : Mlle Schuster
- Jack Weston (VF : Jacques Dynam) : Lasker, le détective privé

Acteurs non crédités
- Eugene Borden : un serveur
- Charles Evans : Colonel Ryder
- Gavin Gordon : M. Carruthers
- Reed Hadley : Général Pettiford
- Harriet MacGibbon : la douairière

## Production

### Tournage
Intérieurs : Paramount Studios (Los Angeles, Californie).

### Casting
Dans le rôle de madame Kingsley, la mère de Warren, fiancé de l'héroïne Katie Robbins, on trouve Mabel Albertson qui incarna quelques années plus tard la mère de Darrin Stephens, le mari de Samantha dans la série télévisée Ma sorcière bien-aimée. 